# Dipentodon sinicus
Dipentodon es un género monotípico de plantas con flores  pertenecientes a la familia Dipentodontaceae. Su única especie: Dipentodon sinicus es originaria de Asia.

## Descripción
Son arbustos o árboles, que alcanzan un tamaño de 3-10 (-15) m de altura, semiperennes. Ramaje violáceo marrón, lenticelado escasamente. Estípulas estrechamente lanceoladas, de 1 cm, membranosas, caducas, magen serrulado. Pecíolo 7-10 mm; Limbo ovado, elípticas, lanceoladas, estrechamente elípticas, u oblongo-elípticas, de 7-15 (-20) × 2-9 cm, finamente curtida o parecidas al papel, el envés glabro pero puberulentas a lo largo de la vena media y la base de las venas secundarias especialmente cuando son jóvenes, adaxialmente lisas y brillantes, a menudo de base ligeramente oblicua y casi redondeada, cuneiforme, ampliamente cuneadas, subtruncadas o subcordadas, margen agudamente serrulate, ápice acuminado por poco. Las inflorescencias globosas en umbelas de cimas abreviados. Cápsula de color marrón rojizo, drupácea, ampliamente elipsoide a ovoide, de 6-10 mm incluyendo el estilo persistente, ligeramente surcado longitudinalmente, puberulentas escasamente pero apical más densamente así, la base con un ca. 5 mm estípite generalmente curvado cuando madura, 1 cabeza de serie. Las semillas de color marrón negruzco, elipsoide, de 4-5 mm. Fl. mayo-septiembre, fr. agosto-octubre.

## Distribución y hábitat
Se encuentra en la pistas de montaña y en los bosques de frondosas de hoja perenne, riberas,a una altitud de 900-3200 metros en Guangxi, Guizhou, Xizang (Medog), Yunnan,  India y Myanmar.

## Taxonomía
Dipentodon sinicus fue descrita por Stephen Troyte Dunn y publicado en Bulletin of Miscellaneous Information Kew 1911(7): 311–313, f. 1–10. 1911
Sinonimia
- Dipentodon longipedicellatus C.Y.Cheng & J.S.Liu	[3]